# Gelénes, Szabolcs-Szatmár-Bereg
Gelénes  este un sat în districtul Vásárosnamény, județul Szabolcs-Szatmár-Bereg, Ungaria, având o populație de 587 de locuitori (2011). 

## Demografie
Componența etnică a satului Gelénes
     Maghiari (86,41%)
     Romi (13,59%)
Componența confesională a satului Gelénes
     Reformați (80,75%)
     Romano-catolici (2,56%)
     Greco-catolici (2,21%)
     Necunoscută (14,48%)
Conform recensământului din 2011, satul Gelénes avea 587 de locuitori. Din punct de vedere etnic, majoritatea locuitorilor (86,41%) erau maghiari, cu o minoritate de romi (13,59%).  Din punct de vedere confesional, majoritatea locuitorilor (80,75%) erau reformați, existând și minorități de romano-catolici (2,56%) și greco-catolici (2,21%). Pentru 14,48% din locuitori nu este cunoscută apartenența confesională.